# Puente Eko
El Puente Eko (en inglés: Eko Bridge) es el más corto de los tres puentes que conectan la isla de Lagos, en la ciudad de Lagos, Nigeria con el continente, los otros dos son el puente Third Mainland  y el puente Carter.
El puente se inicia desde Ijora en el continente y termina en la zona Apongbon de la isla de Lagos. La sección de la laguna del puente se extiende por una distancia de 430 metros. El puente y su extensión hacia la tierra de 1350 metros fueron construidos en fases entre 1965 y 1975.